# GECAM
GECAM, Akronym für Gravitational wave high-energy Electromagnetic Counterpart All-sky Monitor (chinesisch 引力波暴高能电磁对应体全天监测器) ist ein Projekt des Schwerpunktlabors für Astroteilchenphysik am Institut für Hochenergiephysik und des Nationalen Zentrums für Weltraumwissenschaften der Chinesischen Akademie der Wissenschaften zur Erforschung der Quellen von Gravitationswellen mittels zweier kleiner Satelliten von jeweils 163 kg, die an gegenüberliegenden Stellen einer identischen Umlaufbahn um die Erde kreisen.
Die Satelliten wurden am 9. Dezember 2020 mit einer Trägerrakete vom Typ Changzheng 11 vom Kosmodrom Xichang in Sichuan gestartet. Chefwissenschaftler des Projekts ist Xiong Shaolin (熊少林) vom Schwerpunktlabor für Astroteilchenphysik.

## Geschichte
Am 11. Februar 2016 berichteten Forscher der LIGO-Gruppe über die erste erfolgreiche direkte Messung von Gravitationswellen am 14. September 2015, die bei der Verschmelzung zweier Schwarzer Löcher erzeugt worden waren (Katalogbezeichnung GW150914).
Kurz nach der Veröffentlichung, gleich im März 2016, schlug das Institut für Hochenergiephysik der Chinesischen Akademie der Wissenschaften vor,
zwei Satelliten mit Detektoren für elektromagnetische Signale an zwei gegenüberliegenden Stellen eines identischen Orbits um die Erde kreisen zu lassen. Aus einer Höhe von 600 km könnten die beiden Satelliten mit überlappenden Sichtfeldern das Weltall lückenlos überwachen. Die Satelliten sollten in Zusammenarbeit mit dem LIGO-Observatorium, das mit Laser-Interferometern die Gravitationswellen misst, die nachfolgend auftretenden kurzen energiereichen Ereignisse wie Gammablitze beobachten, die beim Verschmelzen zweier Schwarzen Löcher, zweier Neutronensterne und möglicherweise auch eines Schwarzen Lochs mit einem Neutronenstern auftreten. Diese Ereignisse werden auch als „elektromagnetische Gegenstücke“ (electromagnetic counterpart) der Gravitationswellen bezeichnet.
Eine Machbarkeitsstudie wurde ausgearbeitet und auf einer Versammlung im April 2017 zur Diskussion gestellt. Bereits damals wurde das Projekt von den eingeladenen Experten positiv bewertet. Am 17. August 2017, zwei Wochen nachdem der französisch-italienische Gravitationswellendetektor Virgo in Cascina nach mehrjähriger Pause wieder in Betrieb genommen worden war, registrierten dieser zusammen mit den beiden LIGO-Observatorien in Hanford und Livingston das bei der Verschmelzung zweier Neutronensterne entstandene Gravitationswellensignal GW170817. Nur 1,7 Sekunden später wurde vom Fermi Gamma-ray Space Telescope dessen elektromagnetisches Gegenstück, ein von einer Kilonova in der Galaxie NGC 4993 kommender Gammablitz (Katalogbezeichnung GRB 170817A) aufgezeichnet.
In den folgenden Tagen beobachteten insgesamt 70 Observatorien das Nachglühen des Ereignisses im sichtbaren Licht sowie bei Infrarot-, Röntgen- und Radiowellenlängen (Katalogbezeichnung AT 2017gfo).
In einer daraufhin überarbeiteten Version des Satellitenkonzepts schlug das Institut für Hochenergiephysik nun Virgo als weitere Partnereinrichtung vor. Im November 2017 wurde das neue Konzept von einer Expertenkommission gebilligt.
Am 19. März 2018 fand unter dem Vorsitz von Wang Chi, dem Direktor des Nationalen Zentrums für Weltraumwissenschaften, die finale Begutachtung des Projekts statt. Experten von der Tsinghua-Universität, dem Zentrum für Projekte und Technologien zur Nutzung des Weltalls, dem Astronomischen Observatorium Xinjiang und zahlreichen weiteren Institutionen kamen nach eingehender Beratung zu dem Schluss, dass GECAM technisch machbar war, ein klar definiertes Ziel hatte, und der Ansatz der gleichzeitigen, flächendeckenden Beobachtung mit zwei Satelliten die Wissenschaft wesentlich voranbrachte. Damit erfüllte das Projekt die Förderrichtlinien, und im Dezember 2018 genehmigte die Akademie der Wissenschaften seine Finanzierung aus Mitteln des Weltraumwissenschaftlichen Prioritätsprogramms.
Im März 2019 wurde am Institut für Hochenergiephysik und der Innovationsakademie für Mikrosatelliten der Chinesischen Akademie der Wissenschaften in Shanghai unter der Leitung von Wu Ji vom Zentrum für Weltraumwissenschaften mit dem Bau eines Prototyps der Nutzlastkuppel begonnen. Im August 2019 waren die Tests der elektronischen Systeme abgeschlossen, und Anfang September jenes Jahres wurde die Nutzlastkuppel an die Chinesische Akademie für Weltraumtechnologie übergeben, wo sie auf einen Prototyp des Satelliten montiert und weiteren Tests unterzogen wurde. Am 4. November 2019 waren diese erfolgreich abgeschlossen. Während der Prototyp des Satelliten bei CAST Kälte und Vakuum ausgesetzt wurde, wurde mit dem Bau der für den Einsatz bestimmten Kuppeln begonnen, der im Mai 2020 abgeschlossen war.
Am 14. November 2020 brach eine Gruppe von Wissenschaftlern des Instituts für Hochenergiephysik zum Kosmodrom Xichang auf, um dort die letzten Tests vor dem Start durchzuführen.

## Aufbau
Jeder der beiden, jeweils 163 kg schweren Satelliten, die in einer um 29° zum Äquator geneigten Umlaufbahn von 600 km Höhe um die Erde kreisen, trägt eine halbkugelförmige, beim Einsatz von der Erde wegzeigende Nutzlastkuppel mit 25 Detektoren für Gammastrahlung und 8 Detektoren für Ladungsträger. Die Detektoren sind für einen Energiebereich von 6 keV bis 5 MeV ausgelegt, ihre Empfindlichkeit liegt bei 2−8 erg/cm²/s. Mit den Laser-Interferometern, die die Observatorien in Italien und den USA verwenden, um das eigentliche Gravitationsereignis zu registrieren, ist es schwierig, den genauen Herkunftsort der Wellen zu bestimmen. Hier spielen die GECAM-Satelliten eine entscheidende Rolle. Durch die Verteilung der Sensoren über die gesamte Oberfläche der Kuppel ist es möglich, den Ursprung des Gammablitzes, der kurz auf die Gravitationswelle folgt, bis auf 1° genau zu lokalisieren. So können die Wissenschaftler mit einer unabhängigen Methode die Galaxie identifizieren, wo sich ein von LIGO und Virgo registriertes Gravitationswellen-Ereignis abspielte.
Mit 6 keV liegt der Anfang des effektiven Messbereichs der Detektoren niedriger als der des GLAST Burst Monitors auf dem Fermi-Teleskop (10 keV) oder des Burst-Alert-Teleskops auf dem Swift-Satelliten (15 keV). Das macht GECAM ideal zur Beobachtung von Ereignissen wie des Gammablitzes GRB 170817A (siehe oben).
Wenn die Satelliten einen Gammablitz registrieren, informieren sie über den Kurznachrichtendienst des chinesischen Satellitennavigationssystems Beidou sofort das Satellitenkontrollzentrum Xi’an über Zeitpunkt, Richtung und Lichtkurve des Ereignisses. Xi’an informiert, ebenfalls über den Kurznachrichtendienst, das Bodensegment des Projekts im Nationalen Zentrum für Weltraumwissenschaften. Dieses informiert wiederum das Institut für Hochenergiephysik, das seinerseits über sein eigenes Netzwerk die Observatorien in aller Welt über das Ereignis in Kenntnis setzt. So ist, wenige Minuten nachdem die Satelliten einen Gammablitz registriert haben, die wissenschaftliche Gemeinde informiert und kann das über einen Zeitraum von mehreren Tagen folgende Nachglühen des Ereignisses in den langwelligeren Bereichen des Spektrums beobachten. Einige Stunden später werden die genauen Daten desjenigen Satelliten veröffentlicht, der das Ereignis zuerst beobachtet hat. Nach gut zehn Stunden folgen dann die mit dem zweiten Satelliten abgeglichenen Daten.

## Wissenschaftliche Ziele
Neben den Gammablitzen sollen die GECAM-Satelliten auch andere Gegenstücke von Gravitationswellen beobachten, so zum Beispiel Fast Radio Bursts oder hochenergetische Neutrinos.
Die Forscher hoffen, in Zusammenarbeit mit LIGO und Virgo mehrere Gravitationswellen-Ereignisse pro Jahr registrieren zu können. Für eine optimale Nutzung der Satelliten während ihrer geplanten Betriebsdauer von drei Jahren will man sich aber auch mit von Hypernovas ausgesandten Röntgenblitzen, Pulsaren, Magnetaren, Tidal Disruption Events, Sonneneruptionen und terrestrischen Gammablitzen befassen.
Erstmals wurde am 20. Januar 2021 um 07:10:49 Uhr UTC von GECAM B ein Gammablitz registriert, parallel zum Fermi Gamma-ray Space Telescope der NASA (07:10:44), ein 20 Sekunden dauerndes Ereignis, das die Bezeichnung GRB 210120A erhielt.
60 Sekunden später hatte das Bodensegment in Peking über Beidou die erste Kurznachricht erhalten. Im Laufe der folgenden 10 Minuten folgten weitere Daten über Lichtkurve etc., die sofort an die anderen Observatorien weitergeleitet wurden. Da sich dieses Informationssystem bei dieser Gelegenheit bewährt hatte, beschlossen das Institut für Hochenergiephysik und das Nationale Zentrum für Weltraumwissenschaften, es auch in die im Bau bzw. in Entwicklung befindlichen Röntgensatelliten Einstein Probe und Enhanced X-ray Timing and Polarimetry zu integrieren.

## GECAM C
Auf dem am 27. Juli 2022 mit der von einer Ausgründung der Chinesischen Akademie der Wissenschaften entwickelten Trägerrakete Lijian-1 gestarteten „Space Advanced Technology Demonstration Satellite“ (SATech-01) befindet sich ein ähnliches Gammastrahlen Teleskop wie auf den GECAM-Satelliten, der „High Energy Burst Searcher“, kurz „HEBS“.
HEBS besitzt 12 Gammastrahlen-Detektoren für den Energiebereich von 10 keV bis 5 MeV und wird daher auch „GECAM-C“ genannt.
Knapp drei Monate nach dem Start, am 14. Oktober 2022, konnte GECAM C zusammen mit GECAM B einen vom Soft Gamma Repeater SGR 1935+2154 ausgehenden Röntgenblitz mit einer Dauer von 250 ms registrieren, mit einer Verzögerung von etwa 8 Sekunden zu dem vom Canadian Hydrogen Intensity Mapping Experiment (CHIME) registrierten Radioblitz. Auch hier konnte die Information über das Beidou-System innerhalb von einer Minute nach dem Ereignis an die anderen Observatorien weitergegeben werden.